# Catedral de San Olaf de Elsinor
La Catedral de San Olaf de Elsinor (en danés Sankt Olai Kirke) es la catedral luterana de la ciudad de Elsinor, en Dinamarca, perteneciente a la diócesis del mismo nombre de la Iglesia Danesa. Está consagrada a San Olaf.
La historia de la iglesia se remonta al siglo XIII, cuando fue creada como una pequeña iglesia rural de estilo románico.
La catedral, en su aspecto actual, fue finalizada en 1559, tras haber sido agrandada sustancialmente con nuevas construcciones de ladrillo. El chapitel de torre occidental es una obra de 1897-1898 del arquitecto Hermann Baagøe Storck. El chapitel anterior, llamado popularmente la "doncella de Elsinor" (Helsingørs Jomfru) era demasiado delgado y se cayó de la torre, por lo que esta permaneció sin chapitel por varios años.
- Datos: Q2061425
- Multimedia: Sankt Olai Kirke (Helsingør) / Q2061425